# 大蔵淳子
大蔵 淳子（おおくら じゅんこ、1985年7月3日 - ）は福岡県福岡市出身のアイドルタレント、女優。合同会社PLUS VOX所属。
身長154cm、バスト81cm、ウェスト56cm、ヒップ80cm。血液型はA型。

## 来歴・人物
2001年、オリジナルDVDドラマ『激闘剣天狗丸』のオーディションでグランプリの座に輝き、『ガラスの地球を救え』のCMで芸能界デビューを果たす。以後、主にドラマや映画で活躍中。
実年齢より顔が若く見えるというファンの声があり、自身も童顔を自覚していることを雑誌インタビュー等で語っている。例として『時空警察ヴェッカーD-02』にゲスト出演した際は12 - 13歳の設定だったが、当時の大蔵は実は16歳だった。
野球好きであり、大の福岡ソフトバンクホークスファン。

## 主な出演作品

### テレビドラマ
- 時空警察ヴェッカーD-02（2002年、テレビ朝日） - 第7話・タエ役
- コールミ－（2002年、KBS京都） - 後述『S.I.N.ティーンズ倶楽部』内放映・木下弥生役（主演）
- ショコラ（2003年、TBS）
- お寺の国のアリス（2003年、KBS京都） - 柴原ありす役（主演）
- 17歳夏。（2003年、ABC） - 第9話・沢田役
- 剣龍記（2004年、関西テレビ） - 松役
- 新・いのちの現場から（2004年、TBS） - 今西由里役
- ソードブル・ジライヤ忍法帖（放映時期不明、関西テレビ） - 棗目（なつめ）役

### その他のテレビ番組
- S.I.N.ティーンズ倶楽部（2002年、KBS京都） - メインMC
- グラビアの美少女（2002年、MONDO21）

### 映画
- 美少女探偵団〜飛鳥からの風〜（2003年、ENGEL） - 坪井ツクシ役（主演）
- すくらんぶる・ハーツ 〜恋のソナタ〜（2003年、ミライ） - 岸田彩薫役
- 鞄 -KABAN-（2004年、クリエイティブビジョン）
- Wスティール（2005年、クリエイティブビジョン） - 芳賀麻美役
- ショートオムニバス『絆』シリーズ・心の扉（2005年、クリエイティブビジョン）
- コーラスたい♪ 〜彼女たちのキセキ〜（2007年、クリエイティブビジョン） - 小野裕美役（準主演）

### オリジナルビデオ・DVD
- パワ☆シス（2002年、ジャングル） - 七草アスカ / パワ☆シス役（主演）
- マイティレディヴァージナル（2002年、ビッグピーチエンタテインメント） - ハヤマカオル役（準主演）
- パパは名探偵?（2003年、エッジ） - 篠原のぞみ役（主演）
- 稲川淳二 あなたの隣にある恐い話（2004年、GPミュージアムソフト） - 第2話 窓に貼ったポスター・利美役（主演）

### CM
- ガラスの地球を救え（2001年）

### Webドラマ
- キミのミカタ（2006年） - 宮内美優役

## 書籍

### 写真集
- かざらない!（2002年、ぶんか社）